# ویکی‌پدیای کشمیری
ویکی‌پدیای کشمیری 
(به کشمیری: کٲشُر وِکیٖپیٖڈیا) نسخهٔ زبان کشمیری وبگاه ویکی‌پدیا است.  ویکی‌پدیای زبان کشمیری در آغاز اکتبر ۲۰۰۹ دارای حدود ۳۸۰ مقاله بود. شمار مقالات آن در ۲۸ آوریل ۲۰۲۱ به ۵۱۴ عدد رسید.